# Czesław Błaszak
Czesław Kazimierz Błaszak (ur. 5 maja 1942 w Swarzędzu, zm. 18 października 2021 w Poznaniu) – polski zoolog, akaralog, emerytowany profesor zwyczajny na Wydziale Biologii Uniwersytetu im. Adama Mickiewicza w Poznaniu.

## Życiorys
Absolwent III Liceum im. św. Jana Kantego w Poznaniu. W 1966 ukończył studia na Wydziale Biologii i Nauk o Ziemi Uniwersytetu im. A. Mickiewicza w Poznaniu. Uczeń prof. Jana Rafalskiego. Doktorat uzyskany w 1972 (UAM), dr hab. 1978 (UAM), profesor zwyczajny – 1989. W latach 1991–2012 kierownik Zakładu Morfologii Zwierząt na Wydziale Biologii Uniwersytetu Adama Mickiewicza w Poznaniu.
W 2021 pośmiertnie odznaczony Krzyżem Kawalerskim Orderu Odrodzenia Polski.

## Praca naukowa
- Głównym kierunkiem badawczym są studia systematyczno-geograficzne o zasięgu światowym nad roztoczami (Acari) z rodziny Zerconidae oraz studia systematyczno-ekologiczne nad roztoczami glebowymi z rzędu Gamasida z terenu Europy.
- Autor ponad 230 prac publikowanych w międzynarodowych czasopismach 10 krajów. W tym ponad 40 prac z zoologami niemieckimi.
- Opisanie około 100 nowych gatunków dla nauki roztoczy rzędu Gamasida (z rodzin): Zerconidae, Halolaelapidae, Epicriidae, Eviphididae) w tym 18 nowych rodzajów z 24 krajów: USA, Kanada, Hiszpania, Francja, Niemcy, Wlk. Brytania, Włochy, Tunezja, Chorwacja, Turcja, Rosji, Iran, Irak, Afganistan, Gruzja, Mongolia, Korea Płn, Korea Płd., Pakistan, Indie, Nepal, Japonia, Austria, Polska.
- Opracowanie monograficzne roztoczy rodziny Zerconidae Azji, Mongolii, Korei i Polski.
- Opracowanie klucza do oznaczania rodzajów roztoczy rodziny Zerconidae Ameryki Północnej.
- Opracowanie monograficzne europejskich roztoczy z rodziny Halolaelapidae.
- Opracowanie kluczy do oznaczania roztoczy z rodzin: Veigaidae i Epicriidae występujących na terenie Europy.
- Pierwsze w literaturze opracowanie fosylnych materiałów roztoczy z rodziny Zerconidae z terenu USA.
- Cytowania w podręcznikach wielu renomowanych wydawnictw: Harvard Univ. Press; Cambridge Univ. Press; McGraw Hill NY; Wiley-Liss NY, London; Texas Univ. Press; Fisher Verlag (Jena); Academic Press (Elsevier).
- Współpraca z uniwersytetami niemieckimi, wielokrotne pobyty na uniwersytetach w Heidelbergu, Vechcie, Greifswaldzie i Monachium. Profesor kontraktowy na Uniwersytecie C. Ruprechta w Heidelbergu (Niemcy) w latach 1986–1994.
- Promotor 11 doktoratów, recenzent 34 prac doktorskich, 15 rozpraw habilitacyjnych i autor 15 recenzji w związku z nadaniami tytułów profesorskich (z kilkunastu placówek naukowych Polski).
- Promotor doktoratu honorowego Prof. dr hab. Gerda Albertiego (Greifswald).

## Pełnione funkcje
- Przewodniczący Komitetu Zoologii PAN w latach 1996–2003,
- Wiceprzewodniczący Komitetu Zoologii PAN w latach 1993–1996 i 2003-2007,
- Przewodniczący Rady Naukowej Muzeum i Instytutu Zoologii PAN w Warszawie w latach 2002–2014.
- Prodziekan Wydziału Biologii i Nauk o Ziemi UAM w latach 1981–1984.
- Przewodniczący Rady Naukowej Parku Narodowego „Ujście Warty” w latach 2001–2004.
- Członek Rady Naukowej Instytutu Systematyki i Ewolucji Zwierząt PAN w Krakowie w latach 1989–2006.
- Członek Komisji Embriologii i Morfologii PAU w Krakowie od 1996.
- Członek Polskiego Towarzystwa Parazytologicznego.
- Członek Akademickiego Klubu Obywatelskiego im. Prezydenta Lecha Kaczyńskiego w Poznaniu[4].

## Ważniejsze nagrody i wyróżnienia
- Doktorat honorowy Uniwersytetu w Vechcie (RFN) – 2006 r.[5]
- Honorowy członek Polskiego Towarzystwa Akarologicznego – 2013 r.
- Nagroda Ministra za osiągnięcia naukowe – 1975 r.
- Medal Komisji Edukacji Narodowej – 2008 r.
- Prof. C. Błaszakowi zostały dedykowane 33 nowe gatunki dla wiedzy (patronimy) opisane z 20 krajów z wszystkich kontynentów, w tym 4 rodzaje: Blaszakia (Tanzania, Gwinea, Kongo), Blaszakiella (USA), Neoblaszakiella (USA), Blaszakzercon (USA).
- Wydanie monografii w czasopiśmie z listy filadelfijskiej (Annales Zoologici – 2008) – z okazji 65 urodzin C. Błaszaka. Autorzy: z Polski, Niemiec, Austrii, Turcji, Rosji, Serbii, Chin, Wlk. Brytanii. Opisano nowe gatunki (patronimy) z Indii, Rosji, Hiszpanii, Włoch, Tanzanii, Gwinei, Konga, Finlandii, Korei Południowej, Stanów Zjednoczonych, Wlk. Brytanii, Rwandy, Kazachstanu, Australii i Polski. Pierwsze opisy w literaturze światowej nowych gatunków z rodziny Zerconidae, w których uwzględniono zastosowanie barcodingu.

## Podręczniki naukowe
- Współautorstwo: „Roztocze (Acari). Znaczenie w życiu i gospodarce człowieka”. Wyd. SGGW: 1-267 pp. Autorzy: Boczek J., Błaszak C. 2005 i 2016 (wyd. II zm.) – najlepsza książka akademicka w dziedzinie rolnictwa (Targi ATENY 2005).
- Redaktor naukowy i współautor 52 rozdziałów w 6-tomowej „Zoologii” wydawanej w PWN. (5 tomów wydanych).
- Monografia: Przyroda Rezerwatu Słońsk – Das Naturschutzgebiet Słońsk. Pflanzen-Tiere-Hydrologie Wydawnictwo „Acarus” Poznań, 1999 red. R. Ehrnsberger, J. Dabert, C. Błaszak
- Współredaktor i współautor (z prof. Alicją Buczek – Uniwersytet Medyczny, Lublin) 19 monografii dotyczących znaczenia stawonogów w życiu i gospodarce człowieka:
  - Stawonogi pasożytnicze i alergogenne. Buczek A. Błaszak C. (red.), Wydawnictwo KGM, Lublin 2000, 235 s.
  - Stawonogi. Pasożyty i nosiciele. Buczek A., Błaszak C. (red.), Wydawnictwo KGM, Lublin 2001, 272 s.
  - Stawonogi w medycynie. Buczek A. Błaszak C. (red.), Liber, Lublin 2002, 306 s.
  - Stawonogi i żywiciele. Buczek A., Błaszak C. (red.), Liber, Lublin 2003, 476 s.
  - Stawonogi. Interakcje pasożyt-żywiciel. Buczek A., Błaszak C. (red.), Liber, Lublin 2004, 305 s.
  - Stawonogi. Różnorodność form i oddziaływań. Buczek A., Błaszak C. (red.). Koliber, Lublin 2005, 374 s.
  - Stawonogi. Znaczenie epidemiologiczne. Buczek A. Błaszak C. (red.), Koliber 2006, 345s.
  - Stawonogi. Środowisko, patogeny i żywiciele. Buczek A. Błaszak C. (red.)., Koliber, Lublin 2007, 248 s.
  - Stawonogi. Oddziaływanie na żywiciela. Buczek A., Błaszak C. (red.), Akapit, Lublin 2008, 305 s.
  - Stawonogi. Inwazje i ich ograniczanie. Buczek A. Błaszak C. (red.), Akapit, Lublin 2009, 257 s.
  - Stawonogi. Ekologiczne i patologiczne aspekty układu pasożyt-żywiciel. Buczek A. Błaszak C. (red.), Akapit, Lublin 2010, 295 s.
  - Stawonogi. Pasożyty człowieka i zwierząt. Buczek A., Błaszak C. (red.), Akapit, Lublin 2011 265 s.
  - Stawonogi. Znaczenie medyczne i gospodarcze. Buczek A., Błaszak C. (red.), Akapit, Lublin 2012.
  - Stawonogi. Aspekty medyczne i weterynaryjne. Buczek A., Błaszak C. (red.), Koliber, Lublin 2013, 371 s.
  - Stawonogi. Zagrożenie zdrowia człowieka i zwierząt. Buczek A., Błaszak C. (red.),Koliber 2014, 421 pp.
  - Stawonogi we współczesnym świecie. Buczek A., Błaszak C. (red.), Koliber 2015, 394 pp
  - Stawonogi. Zależności w układzie żywiciel – ektopasożyt – patogen. Buczek A., Błaszak C. (red.), Koliber 2016, pp. 307
  - Stawonogi w środowisku miejskim i podmiejskim. Buczek A., Błaszak C. (red.), Koliber 2017, pp. 225
  - Stawonogi pasożytnicze, alergogenne i jadowite – znaczenie medyczne i sanitarne. Buczek A., Błaszak C. (red.), Koliber 2018, pp. 210

## Współpraca zagraniczna
- Ponad 40 miesięcznych pobytów na Uniwersytetach niemieckich w Heidelbergu, Vechcie, Greifswaldzie, Monachium.
- 3-krotny stypendysta DAAD (Vechta, Heidelberg, Monachium).
- Profesor kontraktowy na Uniwersytecie C. Ruprechta w Heidelbergu (Niemcy) w latach 1986–1994.
- Współautor referatów na kongresach w Szwecji, Belgii, Austrii, Niemiec i Francji.
- Kierownik wyprawy Naukowej do Afganistanu, Pakistanu i Indii (3 miesiące – 1975).
- Kierownik wyprawy naukowej PAN i UAM do Indii i Nepalu (3 miesiące – 1981).
- Koordynator projektu polsko-niemieckiego: „Kompleksowe studia nad rezerwatem przyrody Słońsk” w wyniku czego powstał Park Narodowy „Ujście Warty”.
- 3-miesięczne badania terenowe na terenie Bułgarii (stypendysta BAN).

## Dydaktyka
- Prowadzenie wykładów z zoologii, zoologii ogólnej, filogenezy, biologii rozmnażania, ewolucji, protozoologii, anatomii porównawczej, akarologii. Egzamin z tych przedmiotów był ustny i bardzo trudny, nieliczne osoby, które zaliczyły go na ocenę bdb profesor częstował elegancko podaną herbatą.
- Kierowanie 4 stażystami zagranicznymi (roczny staż akarologa z Instytutu Entomologii na Florydzie oraz staże akarologów z Heidelbergu i dwukrotne staże akarologów z Greifswaldu).
- Prowadzenie kursu akarologii w RFN-ie.

## Wypromowani doktorzy
- Grażyna Made, 1982. Badania nad zasiedleniem zwałowisk kopalnictwa węglowego przez roztocze rzędu Mesostigmata (Arachnida, Acari).
- Kaźmierski Andrzej, 1983. Rewizja Rodzaju Paralorryia Baker (Acari, Actinetida; Tydeidae).

- Jacek Dabert, 1991. Roztocze piór (Astigmata; Analogidea, Freyanoidea, Pterolichoidea) ptaków siewkowatych (Charadrii, Scolopaci) z Polski.
- Katarzyna Jesionowska, 1993. Studium morfologiczno-systematyczne rodziny Eupodidae (Actinotrichida, Actinedida, Eupodoidea).
- Tomasz Osiejuk, 1998. Biologia lęgowa gęgawy Anser anser w zmiennych warunkach rezerwatu Słońsk.
- Lechosław Kuczyński, 1999. Biologia lęgowa kaczki krzyżówki Anas platyrhynchos w rezerwacie Słońsk.
- Jerzy Michali, 2001. Sukcesja roztoczy z rzędu Gamasida na terenie pożarzyska w Puszczy Nadnoteckiej.
- Maciej Skorack, 2003. Ekopasożytnicze roztocze z rodziny Syringophilidae ptaków wróblowych (Passeriformes) Polski: taksonomiczne i ekologiczne aspekty układu pasożyt-żywiciel.
- Bożena Sikora, 2006. Roztocze z rodzaju Laelaps C.L. Koch, 1836 (Acari, Gamasida: Laelapidae) Europy.
- Agnieszka Szubert-Kruszyńska, 2012. Intensywność infestacji nocka dużego Myotis myotis (Mammalia: Chiroptera) przez pasożytnicze roztocze z rodziny Spinturnicidae (Acari: Gamasida) w zależności od kondycji i schronienia żywiciela.
- Franciszek Kornobis, 2013. Nicienie z podrodziny Longidorinae (Nematoda: Dorylaimida) w Polsce.

## Życie prywatne
Syn Jana i Zofii. Żonaty (żona Janina – mgr biologii), syn Maciej (dr hab. prof. UAM), córka Marta (mgr psychologii), 8 wnucząt.
Hobby: bardzo dobra znajomość herbat, muzyka renesansowa i barokowa, sprzęt audiofilski, fotografia i sprzęt fotograficzny, podróże.

## Ważniejsze publikacje
- Błaszak, C. 1968. Badania nad interseksami u kosarzy (Opiliones). Pol. Pismo Ent. 38: 9-27.
- Błaszak, C. 1974. Zerconidae (Acari, Mesostigmata) Polski. Monogr. Fauny Pol. 3: 315 pp.
- Błaszak, C. 1976. Xenozercon glaber gen. nov., sp. nov. (Acari, Zerconidae) from North Korea. Bull. Acad. Pol. Sci. 24(1): 33-36.
- Błaszak, C. 1976. A revision of the family Zerconidae (Acari, Mesostigamata). Systematic studies on family Zerconidae I. Acarologia,17(4): 553-569.
- Błaszak, C. 1976. Contribution to the knowledge of Zerconidae fauna from (Acari, Mesostigmata). Folia Ent. Hungarica, 28(2): 263-268.
- Błaszak, C. 1976. Systematic studies on family Zerconidae II. North Korean Zerconidae (Acari, Mesostigmata). Acta Zool. Cracov., 21(16): 527-552.
- Błaszak, C. 1978. Mongolian Zerconidae (Acari, Mesostigmata). Acta Zool. Acad. Sci. Hung. 24(3-4): 301-320.
- Błaszak. C. 1979. Systematic studies on the family Zerconidae IV. Asian Zerconidae (Acari, Mesostigmata). Acta Zool. Cracov. 24(1): 3-112.
- Błaszak. C. 1979. Tunisian Zerconidae (Acari, Gamasida: Zerconidae). Folia Ent. Hung. 32(2): 13-26.
- Błaszak, C. 1980. Two new species of mites (Acari, Gamasida, Zerconidae) from the United States of America. Bull. Acad. Pol. Sci. 27(7): 541-549.
- Błaszak, C. 1981. Two new genera of mites (Acari, Gamasida: Zerconidae) from the United States of America. Bull. Acad. Pol. Sci. 28(10-11): 637-645.
- Błaszak, C. 1981. Three new genera of Zerconid mites (Acari, Gamasida: Zerconidae) from the United States of America. Can. J. Zool. 59: 2038-2047.
- Błaszak, C. 1982. New species of genera Echinozercon Błaszak and Skeironozercon Halaskova (Acari, Mesostigmata: Zerconidae) from the United States of America. Bull. Acad. Pol. Sci. 30(1-2): 61-68.
- Błaszak, C. 1984. Three new genera of Zerconid mites (Acari, Mesostigmata: Zerconidae) from the United States of America with a key to the American genera. Bull. ent. Pol. 53: 587-601.
- Błaszak, C. 1985. Two new species of mites (Acari, Mesostigmata: Zerconidae) from the Yorkshire wolds, England. The Naturalist, 110: 65-70.
- Błaszak, C., Alberti, G. 1985 Podocinidae Berlese, 1913 – eine neue Milbenfamilie (Acari, Mesostigmata: Gamasina) für Bundesrepublik Deutschland. Zool. Anz., Jena, 215(3-4): 168-176.
- Błaszak, C., Ehrnsberger, R., Schuster, R. 1988. Beiträge zur Kenntnis der Morphologie von Macrocheles superbus Hull, 1918 (Acarina, Gamasina). Osnabrücker naturwiss. Mitt. 14: 51-84.
- Błaszak, C., Alberti G. 1989. Eine neue Epicrius Art aus Österreich (Acarina-Gamasida: Epicriidae) mit einem Schlüssel zur Bestimmung europäischer Arten.- Verh. Zool. Bot. Ges., Österreich, Wien,126: 67-75.
- Błaszak, C.,Ehrnsberger, R., Schuster, R. 1989. Beiträge zur Kenntnis der Verbreitung und Umweltsprüche der küstenbewohnden Milbe Macrocheles superbus Hull, 1918 (Acarina:Gamasina). Osnabrücker naturwiss. Mitt. 15: 177-186.
- Błaszak, C., Ehrnsberger, R., Schuster, R. 1990. Beiträge zur Kenntnis der Lebensweise der Litoralmilbe Macrocheles superbus Hull, 1918 (Acarina: Gamasina). Osnabrücker naturwiss. Mitt. 16: 51-62.
- Błaszak, C., Ehrnsberger, R. 1993. Beiträge zur Kenntnis von Halolaelaps (Saprogamasellus) Götz, 1952 (Acari, Gamasida, Halolaelapidae). Genus 4(3): 143-267.
- Błaszak, C., Cokendolpher, J.C., Polyak, V.J. 1995. Paleozercon cavernicolus, n. gen., n. sp., fossil mite from a cave in the southwestern U.S.A. (Acari, Gamasida: Zerconidae), with a key to nearctic genera of Zerconidae. Internat. J. Acarol. 21(4): 253-259.
- Alberti, G. Błaszak, C. 1995. Further observations on spermatozoa in Gamasid Mites. In: Acari. Physiological and Ecological Aspects of Acari-Host Relationships.(Kropczynska D., Boczek J., and Tomczyk A. eds.), Warszawa: Dabor. 1: 15-22.
- Błaszak, C., Ehrnsberger, R. 1995. Beiträge zur Kenntnis von Halolaelaps (Halogamasellus subgen.nov.) (Acari: Gamasida: Halolaelapidae). Osnabr. Nat. Mit. 20/21: 25-94.
- Błaszak C., Ehrnsberger, R. 1997. Halolaelaps rafaljanus sp. nov. (Acari, Gamasida, Halolaelapidae) eine neue Art. von der. Nordseeküste Deutschlands. Genus 8(1): 3-7.
- Błaszak C., Kaczmarek S., Joou Ho Lee. 1997. Metazercon rafalskii sp. nov. (Acari, Gamasida, Zerconidae) a new species of Mite from South Korea. Genus 8(1): 9-14.
- Skorupski, M., Błaszak, C. 1997. Rafaphis microsternalis gen. nov., sp. nov. A new genus of mite of the family Eviphididae (Acari, Gamasida) from Poland. Genus 8(1): 135-143.
- Błaszak, C., Ehrnsberger, R. 1998. Beiträge zur Kenntnis von Halolaelaps (Halolaelaps s. str.), (Acari: Gamasida: Halolaelapidae). Osnabr. Nat. Mit. 24: 1-23.
- Błaszak, C., Ehrnsberger, R. 1998. Eine neue Untergattung Haloseius subgen. nov. in der Gattung Halolaelaps Berlese & Trouessart, 1889 (Acari, Gamasida: Halolaelapidae). Genus 9(3): 421-429.
- Błaszak, C., Ehrnsberger, R.,1998. Halolaelaps (Saprogamasellus) giganteus sp. nov. (Acari, Gamasida: Halolaaelapidae), eine neue Art von der Ostseeküste Deutschlands. In: Ebermann, E. (Ed.): Arthropod Biology: Contributions to Morphology, Ecology and Systematics. – Biostematics and Ecology Series 14: 79-92.
- Błaszak, C., Ehrnsberger, R. 1999. A new species of the genus Halolaelaps Berlese & Trouessart (Acari, Gamasida, Halolaelapidae) from the spanish mediterraean coast. Graellsia 55: 3-7.
- Błaszak, C., Ehrnsberger, R. 2000. Saprolaelaps reticulatus nov. sp., eine neue Milbenart der Gattung Saprolaelaps Leitner, 1946 (Acari: Gamasida: Halolaelapidae). Osnabrück Naturwissensch. Mitt., 26: 135-138
- Błaszak, C., Ehrnsberger, R. 2000. Eine neue Raubmilben Saprolaelaps claudiae sp. nov., aus der Gattung Saprolaelaps Leitner, 1946 (Acari, Gamasida, Halolaelapidae). Genus, 11(4): 613-618.
- Błaszak, C., Ehrnsberger, R. 2001. Beschreibung des Typusmaterials von Veigaia paradoxa Willmann, 1951 (Acari, Gamasida: Veigaiaidae). Osnabr. Nat. Mitt. 27: 89-97.
- Staręga, W., Błaszak, C., Rafalski, J. 2002. Arachnida – pajęczaki. (Czerwona lista zwierząt ginących i zagrożonych w Polsce, red. Z. Głowaciński), Instytut Ochrony Przyrody PAN Kraków: 133-140.
- Błaszak, C., Ehrnsberger, R. 2002. Beiträge zur Kenntnis von Saprolaelaps Leitner, Europa (Acari: Gamasida: Halolaelapidae). Osnabr. Nat. Mitt.28: 159-197.
- Błaszak, C., Skoracki, M. 2003. Die Milben in der Zoologischen Staatssammlung München. Teil 4. Gattung: Saprolaelaps Leitner, 1946 (Acari: Gamasida; Halolaelapidae) Spixiana, München 26(3): 217-220
- Błaszak, C., Michalik, J. 2004. Die Milben in der Zoologischen Staatssammlung München Teil 5. Gattung: Halolaelaps Berlese & Trouessart, 1889 (Acari: Gamasida; Halolaelapidae), Spixiana, München, 27(1): 1-13
- Błaszak, C., Skorupski, M., Ehrnsberger, R. 2004. Die Milben in der Zoologischen Staatssammlung München.Teil 6. Familie Veigaiaidae (Acari, Gamasida). Spixiana, München, 27(2): 165-178.
- Michalik, J., Błaszak, C. 2004. Die Entwicklung der Gamasina–Synusien auf einer Brandfläche im Notecka-Wald in Polen. Abh. Ber. Naturkundesmus. Görlitz, Band 76: 33-42.
- Błaszak, C., Ehrnsberger, R., Skorupski M. 2006. European mites of the genus Veigaia Oudemans, 1905 (Acari, Gamasida: Veigaiaidae), Abh. Ber. Naturkundesmus. Görlitz, 78(1): 3-10
- Błaszak, C., Łaniecka, I. 2007. Zercon rafaljanus sp. nov. a New zerconid mite (Acari, Gamasida: Zerconidae) from the United States of America. Zootaxa 1464: 65-68.
- Blaszak, C., Olszanowski, Z., Szywilewska, A., 2007. Die Milben in der Zoologischen Staatssammlung München. Teil 8. Familie Zerconidae (Acari, Gamasida) SPIXIANA, München,30 1: 103–116.
- Alberti, G., Di Palma, A., Krantz, G.W., Błaszak C., 2009. First ultrastructural observations on a putative sperm access system in veigaiid females (Veigaiidae, Gamasida). In: Sabelis, M.W., Bruin, J. (Eds), Trends in Acarology – Springer, Dordrecht, pp. 59-64.
- Di Palma, A., Alberti, G., Błaszak, C., Krantz, G.W. 2012. Morphological and functional adaptations of the female reproductive system in Veigaiidae (Acari: Gamasida) and implications regarding the systematic position of the family. Zoologischer Anzeiger 251, 49–70.
- Błaszak, C., Krantz, G.W., Alberti, G., Di Palma, A. 2013. A new species of the family Veigaiidae (Acari: Gamasida) from the USA, Annales Zool. 63(1): 7-13.
- Sikora, B., Błaszak, C. 2013. A new genus of soil Mites of the family Zerconidae (Acari: Mesostigmata) from the United States of America. Annales Zoologici 63(4): 525-528.

## Taksony nazwane na cześć Czesława Błaszaka
- Podgromada: Roztocze – Acari
  - Rząd: mechowce – Oribatida
    - 1. Crotonia blaszaki Szywilewska, Olszanowski & Norton 2005 Chile
    - Rząd: Prostigmata
    - Rodzina: Tydeidae
    - 2. Lorryia blaszaki Kaźmierski 1998 Indie
    - 3. Brachytydeus comaliatus Kaźmierski 2008 Rosja-Syberia
    - 4. Brachytydeus karoli Kaźmierski 2008 Rosja – Syberia
    - 5. Brachytydeus matador Kaźmierski 2008 Hiszpania
    - Rodzina: Scutacaridae
    - 6. Thaumatopelvis blaszaki Ebermann 2008 Włochy (Elba)
    - Rodzina: Syringophilidae
    - 7. Blaszakia Skoracki & Sikora 2008
    - 8. Blaszakia tauracos Skoracki & Sikora 2008 Tanzania, Gwinea
    - 9. Blaszakia rossae Skoracki & Sikora 2008 Kongo- Katanga
    - 10. Syringophilopsis blaszaki Skoracki&Dabert 1999 Polska
    - Rodzina: Myocoptidae
    - 11. Trichoecius blaszaki Labrzycka & Dabert 2008 Polska
    - Rodzina: Eriophyidae
    - 12. Aculochetus blaszaki Skoracka, Lewandowski & Boczek, 2008 Finlandia
    - Rząd: Gamasida Rodzina: Zerconidae
    - Rodzaj: 13. Blaszakzercon Kemal & Kocak, 2009
    - 14. Blaszakzercon hexagonatus Ujvari, 2012 USA
    - 15. Blaszakzercon pulcher (Błaszak, 1984) USA
    - 16. Rafas blaszaki Urhan & Ayyiidiz, 1996 TURCJA
    - 17. Zercon blaszaki Solomon 1982 RUMUNIA
    - Rodzaj:18. Blaszakiella Sikora & Skoracki 2008
    - 19. Blaszakiella americana Sikora & Skoracki 2008 USA
    - 20. Blaszakiella pardus (Ujvari, 2013) USA
    - 21. Blaszakiella mahunkai (Ujvari, 2013) Kanada
    - Rodzaj: 22. Neoblaszakiella Sikora 2014
    - 23. Neoblaszakiella alaskensis (Ujvari, 2013) USA
    - 24. Neoblaszakiella luisae (Ujvari, 2013) USA
    - 25. Neoblaszakiella nodus (Ujvari,2013) USA
    - 26. Rafaskas blaszaki Sikora, 2014 USA
    - Rodzina: Sejidae
    - 27. Epicrosejus blaszaki Kaczmarek 2008 Korea płdn
    - Rząd: Astigmata
    - Rodzina: Pterolichidae
    - 28. Xoloptes blaszaki Dabert J., Natress & M. Dabert 2008 ANGLIA
    - Rodzina: Proctophyllodidae
    - 29. Proctophyllodes cetti Badek, M.Dabert, Mironow & J. Dabert 2008 Kazachstan
    - 30. Pedanodectes blaszaki Mironow 2008 Rwanda
    - Podgromada: Pająki – ARANEAE
    - Rodzina: Thomisidae
    - 31. Australomisidia kangarooblaszaki (Szymkowiak, 2008) Australia
    - Rodzina: skakunowate – Salticidae
    - 32. Jacksonoides blaszaki Żabka & Patoleta, 2016 Australia
    - Gromada: owady – Insecta
    - Rząd: chrząszcze – Coleoptera
    - Rodzina: czarnuchowate – Tenebrionidae
    - 33. Quadrideres blaszaki  D. Iwan 2014 Zambia[7]